# 巴黎女子足球會
巴黎女子足球會（Paris FC）是一家法國的女子足球球會，位於巴黎市郊的維里-沙蒂永，是男子球會巴黎足球會的女子隊。球會成立於1971年，目前於法國甲組女子足球聯賽中角逐。

## 榮譽

### 本土
- 法國甲組女子足球聯賽
  - 冠軍 (6): 1991–92, 1993–94, 1995–96, 1996–97, 2002–03, 2005–06

- 女子法國盃
  - 冠軍 (1): 2005

### 邀請賽
- 芒通錦標賽（英语：Menton Tournament）
  - 冠軍 (1): 1993

## 外部連結
- 官方網站 （页面存档备份，存于） （法語）